# Ekstraklasa 2010-11
La Ekstraklasa 2010-11, más conocida por motivos de patrocinio como T-Mobile Ekstraklasa, fue la temporada número 77 del torneo de fútbol de la primera división de Polonia o Ekstraklasa.

## Sistema de competición
Los 16 clubes que integran la Orange Ekstraklasa se enfrentan todos contra todos en dos ocasiones (una en campo propio y otra en campo contrario), siguiendo un calendario previamente establecido por sorteo. En total, cada equipo disputa 30 partidos.
El campeón de liga obtiene la clasificación para la segunda ronda clasificatoria de la próxima edición de la Liga de Campeones de la UEFA. El subcampeón y el tercero de liga acceden la próxima temporada a la segunda ronda clasificatoria de la Liga Europea de la UEFA 2011-12. Los dos últimos clasificados de la Ekstraklasa al término de la temporada son descendidos a la I Liga Polaca (segunda categoría), siendo reemplazados por los dos primeros clasificados de esta categoría.

## Ascensos y descensos
Odra Wodzisław y Piast Gliwice terminaron en los puestos 15 y 16, respectivamente la pasada temporada, y fueron directamente relegados a la Primera Liga Polaca. Odra Wodzisław regresó a la segunda división después de pasar 14 años en la primera división, su primera aparición fue en la temporada 1996-97. En tanto Piast Gliwice pasó sólo dos temporadas en la Ekstraklasa, después de haber sido ascendido por primera vez para la temporada 2008-09, después de haber pasado 71 temporadas en ligas menores.
Los dos ascensos a la Ekstraklasa fueron para el campeón de la I Liga Polaca el Widzew Lodz, que regresó a la primera división después de ser relegado en la temporada 2007-08. El segundo ascenso fue para el 14 veces campeón de la Ekstraklasa el Górnik Zabrze que hizo su regreso a la máxima categoría después de haber sido relegado en la temporada 2008-09.
| Pos. | Descendidos de la Ekstraklasa 2009/10 |
| ---- | ------------------------------------- |
| 15º  | Odra Wodzisław Śląski                 |
| 16º  | Piast Gliwice                         |

| Pos. | Ascendidos de la I Liga 2009/10 |
| ---- | ------------------------------- |
| 1º   | Widzew Łódź                     |
| 2º   | Górnik Zabrze                   |

## Clasificación final
|                 |     | Equipo                | PJ | PG | PE | PP | GF | GC | DG  | PTS |
| --------------- | --- | --------------------- | -- | -- | -- | -- | -- | -- | --- | --- |
| Clasificó a UCL | 1.  | Wisła Cracovia        | 30 | 17 | 5  | 8  | 44 | 29 | +15 | 56  |
|                 | 2.  | Śląsk Wrocław         | 30 | 13 | 10 | 7  | 46 | 34 | +12 | 49  |
|                 | 3.  | Legia Varsovia        | 30 | 15 | 4  | 11 | 45 | 38 | +7  | 49  |
|                 | 4.  | Jagiellonia Białystok | 30 | 14 | 6  | 10 | 38 | 32 | +6  | 48  |
|                 | 5.  | Lech Poznań           | 30 | 13 | 6  | 11 | 37 | 23 | +14 | 45  |
|                 | 6.  | Górnik Zabrze (A)     | 30 | 13 | 6  | 11 | 36 | 40 | −4  | 45  |
|                 | 7.  | Polonia Varsovia      | 30 | 12 | 8  | 10 | 41 | 26 | +15 | 44  |
|                 | 8.  | Lechia Gdańsk         | 30 | 12 | 7  | 11 | 37 | 36 | +1  | 43  |
|                 | 9.  | Widzew Łódź (A)       | 30 | 11 | 10 | 9  | 41 | 34 | +7  | 43  |
|                 | 10. | GKS Bełchatów         | 30 | 10 | 10 | 10 | 31 | 33 | −2  | 40  |
|                 | 11. | Zagłębie Lubin        | 30 | 10 | 9  | 11 | 31 | 38 | −7  | 39  |
|                 | 12. | Ruch Chorzów          | 30 | 10 | 8  | 12 | 29 | 32 | −3  | 38  |
|                 | 13. | Korona Kielce         | 30 | 10 | 7  | 13 | 34 | 48 | −14 | 37  |
|                 | 14. | KS Cracovia           | 30 | 8  | 5  | 17 | 37 | 47 | −10 | 29  |
|                 | 15. | Arka Gdynia           | 30 | 6  | 10 | 14 | 23 | 43 | −21 | 28  |
|                 | 16. | Polonia Bytom         | 30 | 6  | 9  | 15 | 29 | 45 | −16 | 27  |

- (A) : Ascendido la temporada anterior.

|  | Campeón y clasificado a Liga de Campeones de la UEFA 2011-12. |
|  | Clasificado a Liga Europea de la UEFA 2011-12.                |
|  | Desciende a I Liga Polaca.                                    |

## Goleadores
Fuente: onet.pl
14 goles

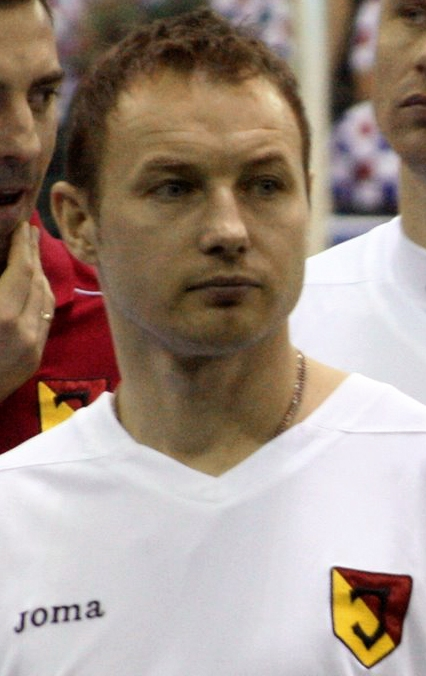
Tomasz Frankowski

- Tomasz Frankowski (Jagiellonia Białystok)

12 goles
- Andrzej Niedzielan (Korona Kielce)
- Abdou Razack Traoré (Lechia Gdańsk)

11 goles
- Artjoms Rudņevs (Lech Poznań)

10 goles
- Darvydas Šernas (Widzew Łódź)
- Miroslav Radović (Legia Varsovia)

9 goles
- Artur Sobiech (Polonia Varsovia)
- Andraž Kirm (Wisła Cracovia)

8 goles
- Przemysław Kaźmierczak (Śląsk Wrocław)
- Dawid Nowak (GKS Bełchatów)
- Tadas Labukas (Arka Gdynia)
- Piotr Grzelczak (Widzew Łódź)
- Maciej Jankowski (Ruch Chorzów)
- Cristian Omar Díaz (Śląsk Wrocław)